# Palais Schwarzenberg (Neuer Markt)

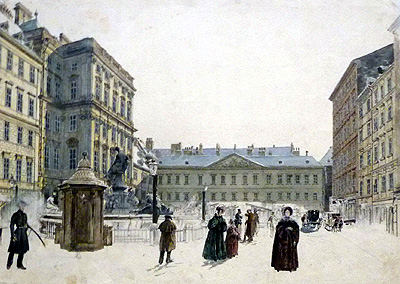
Der Neue Markt um 1832, im Hintergrund das Palais Schwarzenberg

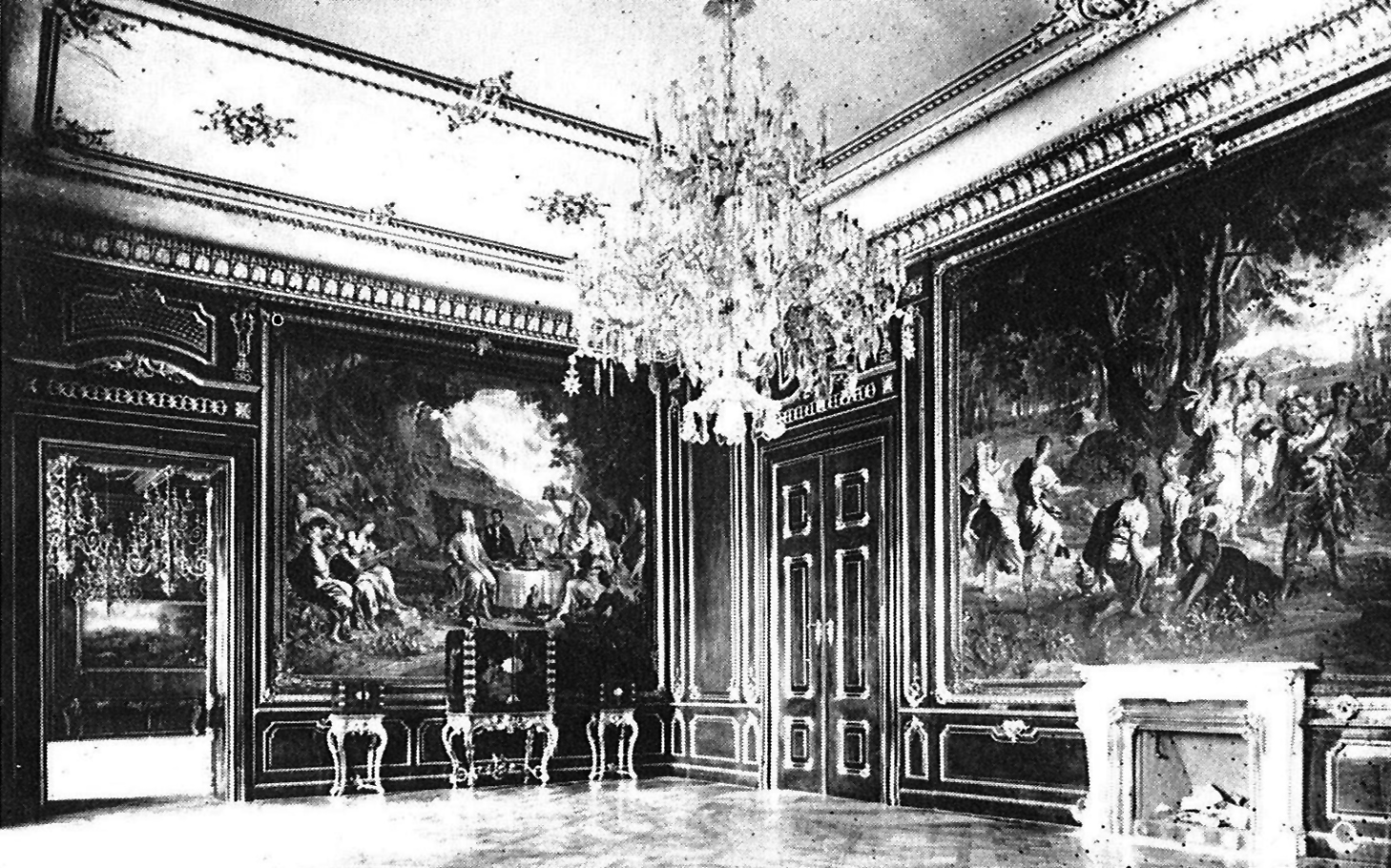
Gobelinsalon im Palais Schwarzenberg

Das Palais Schwarzenberg (auch: Stadtpalais Schwarzenberg) war ein Palais am Neuen Markt 8 im 1. Wiener Gemeindebezirk Innere Stadt.

## Geschichte
Im Jahre 1688 erwarb Ferdinand Fürst Schwarzenberg am Mehlmarkt, dem heutigen Neuen Markt, mehrere Gebäude, welche sich im Besitz des Johann Baptist Verda von Verdenberg und seines Sohnes Ferdinand von Werdenberg und Namiest sowie dessen Erben befunden hatten. Er ließ die Häuser abtragen und sich auf dem neu gewonnenen Baugrund ein herrschaftliches Stadtpalais errichten.
Das Palais wurde Anfang des 18. Jahrhunderts unter der Leitung von Joseph Emanuel Fischer von Erlach im Stil des Barockklassizismus errichtet. Der dreigeschoßige Adelspalast nahm die gesamte Südfront des Neuen Marktes ein. Aufgrund des hohen Rangs der Familie Schwarzenberg war dieses Winterpalais zur Zeit des Wiener Kongresses und auch später im 19. Jahrhundert eines der Zentren des gesellschaftlichen Lebens von Wien, etwa unter der Fürstin Eleonore von Schwarzenberg (1812–1873) und der ihr nachfolgenden Fürstin Pauline von Metternich (1836–1921). Nach dem Abbruch der Wiener Stadtbefestigung erstreckte sich der bauliche Modernisierungsprozeß der Gründerzeit auch auf die größeren Straßen und Plätze der Innenstadt (Kärntner Straße, Graben, Stephansplatz, Hoher Markt, Neuer Markt). Das vergleichsweise niedrige und nur der feudalen Repräsentation dienende Palais wurde nach 1894 durch ertragskräftige Zinshäuser ersetzt.
Das Palais Schwarzenberg am Mehlmarkt war eine der vornehmsten Adressen Wiens und Schauplatz zahlreicher hochkarätiger Anlässe und Uraufführungsort mehrerer wichtiger Musikwerke Haydns.
Ab der Gründung am 13. Februar 1823 hatte das Wiener allgemeine Witwen- und Waisen-Pensions-Institut seinen Sitz in diesem Hause (Stadt, Konskriptionsnummer 1054).